# Fleurigné
Fleurigné är en kommun i departementet Ille-et-Vilaine i regionen Bretagne i nordvästra Frankrike. Kommunen ligger i kantonen Fougères-Nord som tillhör arrondissementet Fougères-Vitré. År 2021 hade Fleurigné 917 invånare.

## Befolkningsutveckling
Antalet invånare i kommunen Fleurigné
Referens:INSEE